# Veksjön, Dalarna
Veksjön är en sjö i Älvdalens kommun i Dalarna och ingår i Dalälvens huvudavrinningsområde. Sjön har en area på 0,826 kvadratkilometer och ligger 595 meter över havet. Sjön avvattnas av vattendraget Veksjöån.

## Delavrinningsområde
Veksjön ingår i det delavrinningsområde (685176-134221) som SMHI kallar för Mynnar i Byggningan. Medelhöjden är 607 meter över havet och ytan är 10,41 kvadratkilometer. Det finns inga avrinningsområden uppströms utan avrinningsområdet är högsta punkten. Veksjöån som avvattnar avrinningsområdet har biflödesordning 3, vilket innebär att vattnet flödar genom totalt 3 vattendrag innan det når havet efter 465 kilometer. Avrinningsområdet består mestadels av skog (49 procent) och sankmarker (40 procent). Avrinningsområdet har 1,11 kvadratkilometer vattenytor vilket ger det en sjöprocent på 10,7 procent.